# Geschichte Französisch-Guayanas
Die Geschichte Französisch-Guayanas umfasst die Entwicklungen auf dem Gebiet des französischen Übersee-Départements Französisch-Guayana von der Urgeschichte bis zur Gegenwart.

## Präkolumbische Zeit

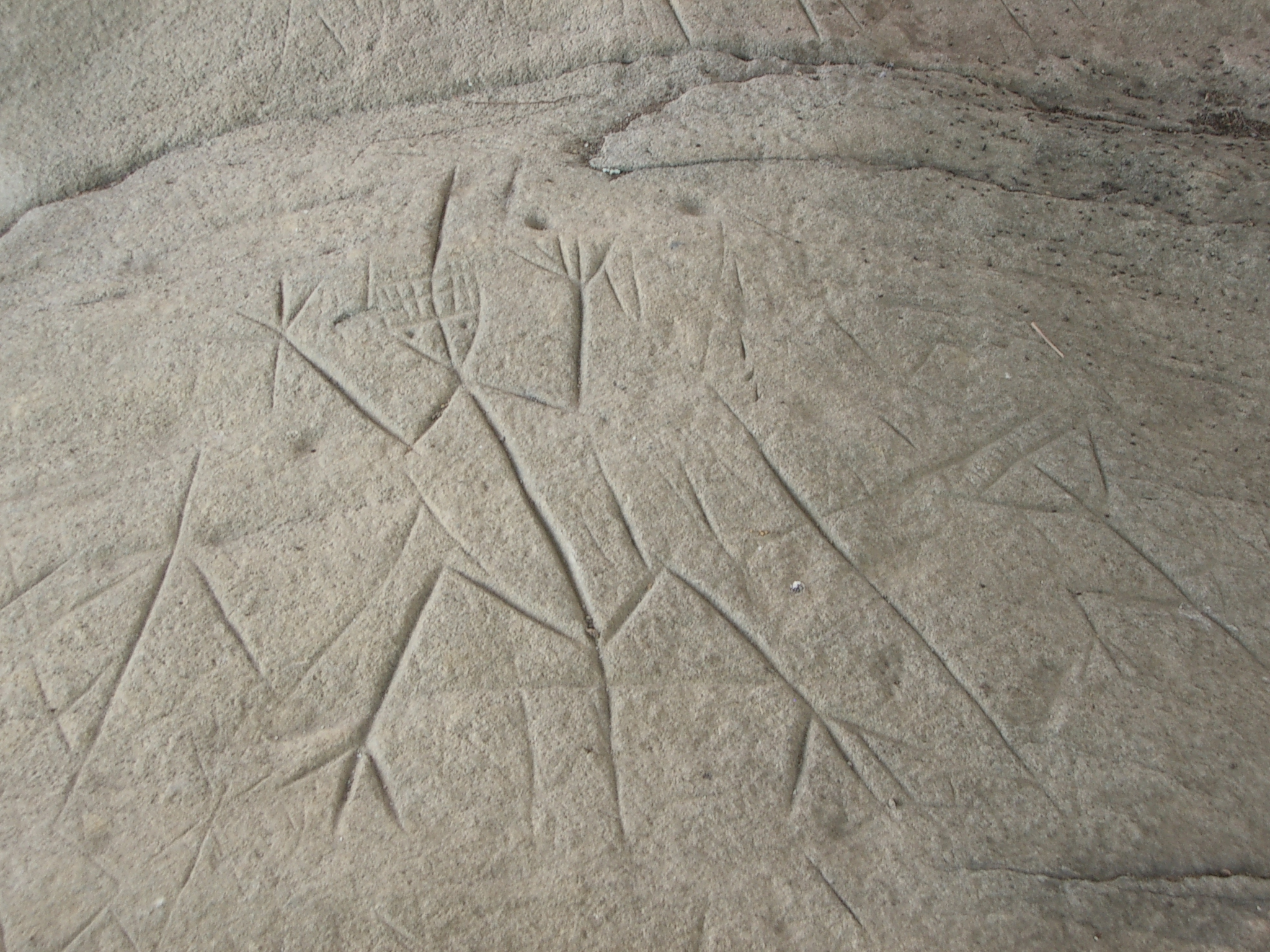
Präkolumbische Steinzeichnungen in Kourou

Ursprünglich war Französisch-Guayana von indigenen Stämmen der Kariben und Arawak besiedelt.
Um das 6. Jahrtausend v. Chr. tauchen erste Spuren einer indigenen amerikanischen Bevölkerung auf: Töpferwaren, Felsgravuren und Ähnliches.  Diese ersten bekannten Siedler betrieben Landwirtschaft und begannen mit der Schaffung der fruchtbaren Terra preta, die im Verlaufe der Jahrtausende die Grundlage für eine Bevölkerungsdichte schuf, die aufgrund der relativ unfruchtbaren natürlichen Böden der Region anders nicht möglich gewesen wäre.
Gegen Ende des 3. Jahrhunderts drangen von Westen und Süden kommend Angehörige der Arawak-Sprachfamilie in das Küstengebiet vor und vertrieben die dort ansässige Bevölkerung.
Gegen Ende des 8. Jahrhunderts besetzten Kariben den Küstenstreifen und den Osten des heutigen Guyana.

## Zeit der Kolonialherrschaft

### Entdeckung und Besiedlung durch Europäer
1498 wurde das Gebiet des heutigen Französisch-Guayana erstmals von Europäern besucht. Christoph Kolumbus nannte das Gebiet angeblich „Land der Parias“. Erst um 1600 wurde es zunächst von den Niederländern, ab 1604 auch von Franzosen und Engländern besiedelt.
Der Pariser Frieden 1763 am Ende des Siebenjährigen Krieges beraubte Frankreich fast aller seiner amerikanischen Kolonien, abgesehen von Französisch-Guayana und einigen Inseln (z. B. Guadeloupe, Martinique, Saint-Pierre und Miquelon). König Ludwig XV. entsandte daraufhin mit der sogenannten „Expédition de Kourou“ Tausende Siedler, die durch Versprechungen von Unmengen an Gold und Reichtum angelockt wurden (siehe auch El Dorado).
Stattdessen fanden die Siedler ein Land mit feindselig gesinnter einheimischer Bevölkerung und tropischen Krankheiten vor. Innerhalb der ersten eineinhalb Jahre verstarb ein Großteil der ersten Siedler. Lediglich einige hundert überlebten und flüchteten auf drei kleine Inseln vor der Küste, die sie Îles du Salut (deutsch etwa „Inseln der Rettung“) nannten. Die größte nannten sie Île Royale (deutsch „königliche Insel“, auch „große Insel“ genannt), die mittlere Île Saint-Joseph (nach dem Schutzpatron der Expedition) und die kleinste Île du Diable (deutsch „Teufelsinsel“).

### Anfänge als Strafkolonie
Die furchteinflößenden Berichte der Überlebenden, denen eine Rückkehr nach Frankreich gelang, hinterließen dort einen Jahrhunderte andauernden negativen Eindruck von dem Gebiet. Deshalb wurden nach der Hinrichtung Robespierres 1794 193 seiner Anhänger nach Französisch-Guayana verbannt. 1797, nach dem Staatsstreich vom 18. Fructidor, mussten ihnen der General Jean-Charles Pichegru und zahlreiche Abgeordnete und Journalisten folgen. Als sie Französisch-Guayana erreichten, waren von den ursprünglich 193 Verbannten nur noch 54 übriggeblieben – elf waren entkommen, der Rest war von Tropen- und anderen Krankheiten dahingerafft worden.
Pichegru konnte schon wenig später nach Paramaribo in Niederländisch-Guayana und von dort aus in die Vereinigten Staaten und nach England entkommen, von wo aus er nach Frankreich zurückkehrte und dort schließlich 1804 nach einem Komplott gegen Napoleon Bonaparte zu Tode kam.

### Napoleonische Kriege
Infolge des Orangen-Krieges und des Friedensschlusses von Badajoz erhielt Frankreich 1801 von Portugal angrenzende Gebiete Brasiliens (etwa das gesamte Gebiet des heutigen Bundesstaates Amapa) und konnte die Kolonie bis an den Amazonas und den Äquator ausdehnen, gab diese Gebiete jedoch als Folge des Friedens von Amiens schon 1802 wieder an Portugal zurück. Während der Koalitionskriege kapitulierte Gouverneur Victor Hugues von Französisch-Guayana im Jahre 1809 vor einem britisch-portugiesischen Expeditionskorps unter James Lucas Yeo. Im Jahre 1817 erhielt Frankreich Französisch-Guayana zurück.

### Erste wirtschaftliche Erfolge
Später wurden Sklaven aus Afrika nach Französisch-Guayana verschleppt und Plantagen entlang der für Tropenkrankheiten weniger gefährlichen Flüsse angelegt. Der Export von Zucker, Edelhölzern, Cayennepfeffer (benannt nach Cayenne, der Hauptstadt Französisch-Guayanas) und anderen Gewürzen führte erstmals zu einem gewissen Wohlstand in der Kolonie. In einigen Plantagen rund um Cayenne arbeiteten mehrere tausend Sklaven.

### Abschaffung der Sklaverei
1848 wurde in Frankreich die Sklaverei abgeschafft. Die freigelassenen Sklaven ließen sich im Dschungel nieder und gründeten dort Siedlungen nach dem Vorbild ihrer Heimat, aus der sie verschleppt worden waren. Die Siedlungen der ehemaligen Sklaven bildeten eine Art Pufferzone zwischen den Siedlungsgebieten der Europäer (hauptsächlich entlang der Küste und der größeren Flüsse) und der Einheimischen (im Hinterland). In Ermangelung der Sklavenarbeiter mussten viele Plantagen bald aufgegeben werden und verwilderten wieder, die Plantagenbesitzer waren großteils ruiniert.
1850 landeten mehrere Schiffe mit Plantagenarbeitern aus Indien, Malaya und China, die sich wegen des Niedergangs der Plantagenwirtschaft aber meist als Händler in Cayenne und anderen Siedlungen der Europäer niederlassen.

### „Renaissance“ der Strafkolonie
1852 kam wieder eine erste Schiffsladung mit in Ketten gelegten Sträflingen aus Frankreich an. Der Zustrom an Strafgefangenen nahm ab 1885 weiter zu, als das französische Parlament ein Gesetz verabschiedete, nachdem jeder mehr als dreimal wegen Diebstahls zu einer Haftstrafe von mehr als drei Monaten Verurteilte (Männer und Frauen) als relégué (deutsch etwa „Abgeschobener“) nach Französisch-Guayana zu verbannen war. Dort sollten die Sträflinge sechs Monate ihrer Strafe im Gefängnis verbüßen und dann als Siedler in die Kolonie entlassen werden. Zweck dieses Gesetzes war, einerseits Gewohnheitskriminelle loszuwerden, andererseits aber auch die Zahl der Siedler in Französisch-Guayana zu erhöhen. Dieses Experiment misslang allerdings gründlich, weil sich die Gefangenen als unfähig erwiesen, sich selbst eine Lebensgrundlage in dem kargen Land zu schaffen, sodass viele erneut kriminell wurden oder sich nur mühsam am Rande der Gesellschaft bis zu ihrem Tod durchschlugen. In der Realität kam die „Abschiebung“ nach Französisch-Guayana als relégué einer lebenslangen Haftstrafe gleich, die allerdings wegen Unterernährung und Krankheiten meist bald zum Tod führte.
Das Land wurde auch mit Kriegsgefangenen des Ersten Weltkriegs beschickt. Der Elsässer Alfons Paoli Schwartz durfte als letzter deutscher Kriegsgefangener am 4. April 1932 heimkehren.
Die einheimische Bevölkerung wurde durch das Apartheid-ähnliche System des Code de l’indigénat massiv unterdrückt.
Von 1930 bis 1946 wurde das Landesinnere als eigenständige Kolonie Inini verwaltet. Diese Teilung sollte französische Siedler, die sich nicht in einer Strafkolonie niederlassen wollten, ins Land locken und die wirtschaftliche Entwicklung des unerschlossenen Hinterlandes fördern.

## Französisch-Guayana als Überseedépartement
Nach dem Zweiten Weltkrieg wurde mit Gründung der Vierten Republik auch das Regime der französischen Kolonien neu geregelt. Per Gesetz vom 19. März 1946 wurde Französisch-Guayana ein Überseedépartement und als solches integraler Bestandteil des französischen Mutterlands.
Auch die berüchtigten Strafkolonien, darunter die auf der Teufelsinsel, wurden formell 1951 geschlossen. Da sich nicht alle freigelassenen Gefangenen die Heimfahrt nach Europa leisten konnten, ließen sich viele in Französisch-Guayana nieder und lösten damit vor Ort große soziale Probleme aus. Anfang 1954 wurden deshalb die verbleibenden ehemaligen Sträflinge nach Frankreich repatriiert, mit Ausnahme einer Gruppe geisteskranker Gefangener, die unter erbärmlichen Umständen in Französisch-Guayana interniert blieben und wegen der desolaten Verhältnisse bald verstarben.

## Probleme in der Gegenwart
Mit den Dezentralisierungsgesetzen von 1982 wurde das Überseedépartement Französisch-Guayana gleichzeitig zu einer Überseeregion (région d'outre-mer, DOM-ROM). Die Zweigleisigkeit der nunmehr verdoppelten, nebeneinander existierenden Verwaltungsstrukturen des Départements und der Region konnte trotz einer Verfassungsänderung 2003 wie in den übrigen Überseedépartements bisher nicht beseitigt werden.
Größtes Problem von Französisch-Guayana ist die unterentwickelte Wirtschaft, die auch kaum Wachstum verzeichnet. Die Sozialstandards (und das Preisniveau) entsprechen zwar den Standards des Mutterlands, Französisch-Guayana ist aber von (stark subventionierten) Importen von Lebensmitteln und allen übrigen Gütern des täglichen Bedarfs aus Europa abhängig. Die Arbeitslosigkeit in Französisch-Guayana ist seit Jahrzehnten auf gleich bleibend hohem Niveau (auch offiziell stets über 20 %).
Einziger bedeutender Entwicklungsimpuls war 1964 die Errichtung des Europäischen Raumfahrtzentrums (Centre Spatial Guyanais) der ESA in Kourou, von dem aus die Ariane-Raketen starten. Vor allem indirekt hat die Wirtschaft Französisch-Guayanas durch das Raumfahrtzentrum mit den zugewanderten Technikern und dem zusätzlich stationierten Militärkontingent (Légion étrangère) profitiert.